# Föri

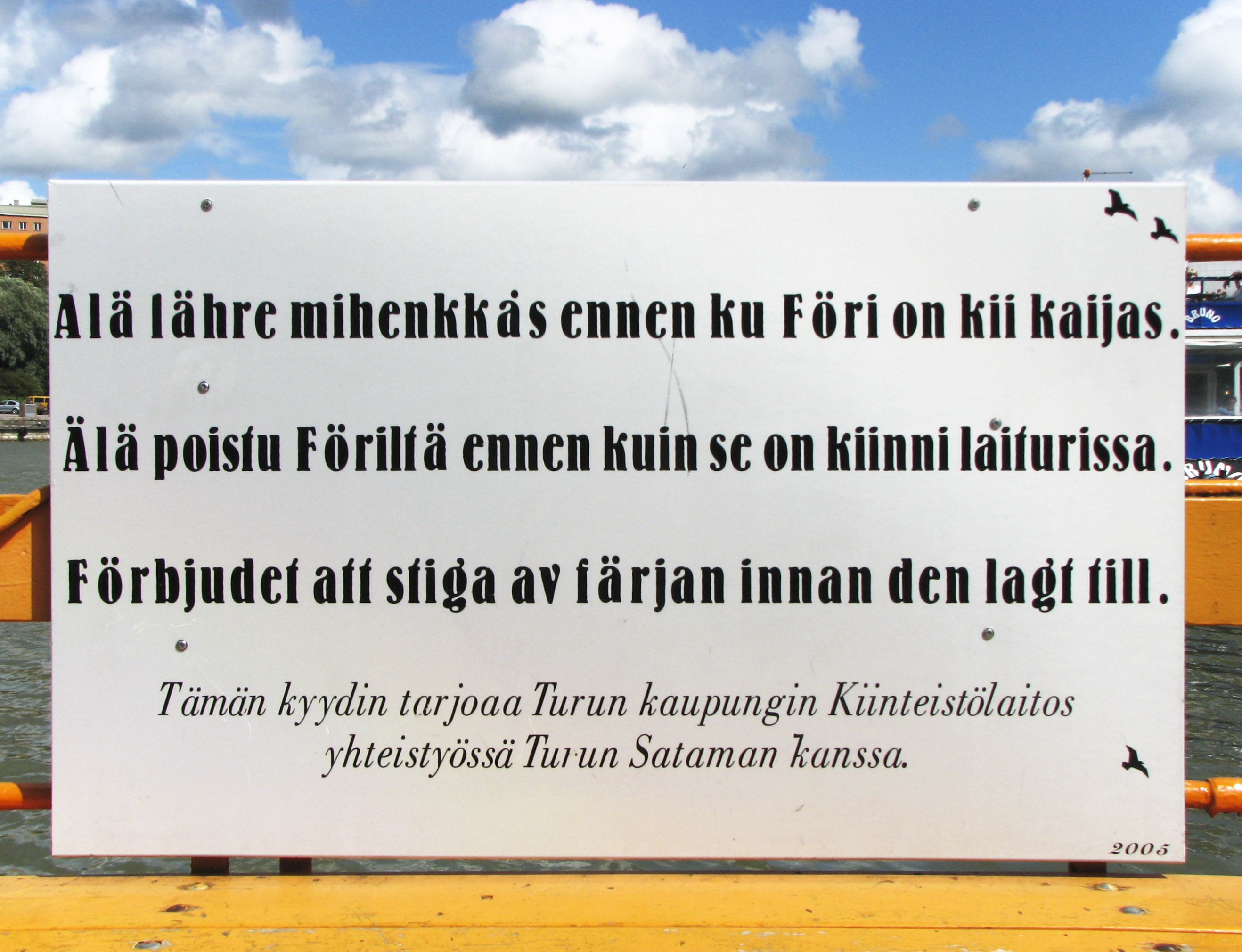
Dreisprachiges Hinweisschild: Turku-Dialekt, Finnisch, Schwedisch

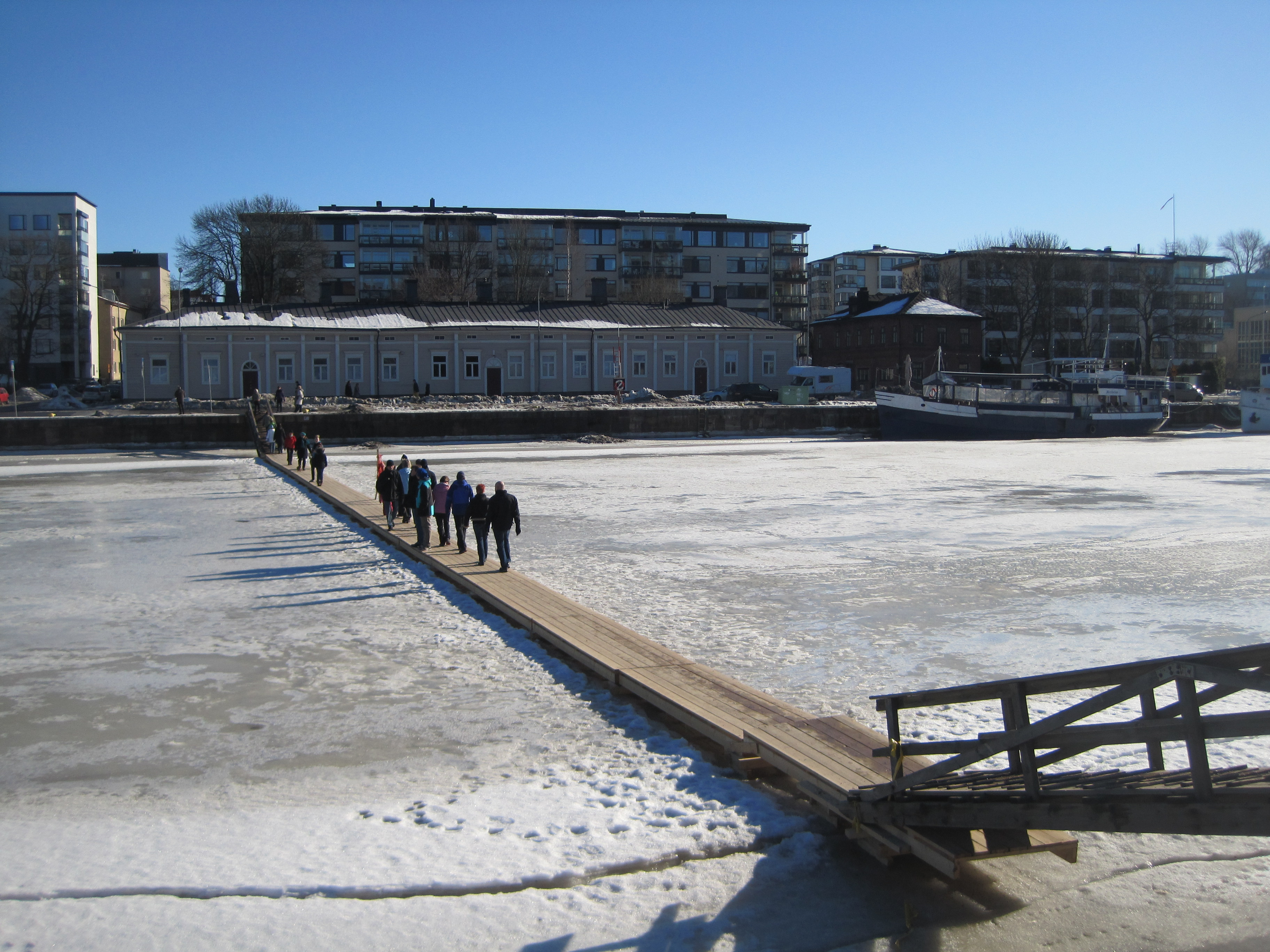
Holzsteg, wenn Föri nicht betrieben wird

Föri ist eine kettenbetriebene Personenfähre, die in der finnischen Stadt Turku den Fluss Aurajoki überquert. Sie befindet sich etwa einen halben Kilometer stadtauswärts von der Martinsilta, der letzten Brücke über den Fluss, in der Nähe der Straßen Wechterinkuja und Tervahovinkatu.

## Betrieb
Föri wird täglich betrieben, im Sommer (April bis September) von 6:15 Uhr bis 23:00, im Winter bis 21:30 Uhr. Ist der Fluss im Winter von einer Eisdecke von mindestens 30 cm Stärke bedeckt, verkehrt Föri nicht, stattdessen wird ein Holzsteg installiert, über den der Fluss überquert werden kann. Das kam zuletzt 2003, 2010 und 2011 vor.
Pro Fahrt können bis zu 75 Passagiere befördert werden. Anfangs wurden auch bis zu drei Pferdefuhrwerke transportiert, wohingegen heute lediglich Fahrräder mitgenommen werden dürfen.
An der Stelle der Querung ist der Aurajoki etwa 78 Meter breit, die Überfahrt dauert knapp 90 Sekunden. Föri ist die einzige kommunale Flussfähre in Finnland.

## Geschichte
Föri wurde 1903 bei Crichton-Vulcan-Werft errichtet und ist seit 1904, damals noch in privater Hand, in Betrieb. Drei Jahre später kaufte die Stadt Turku die Fähre, die seitdem kostenlos genutzt werden kann. Anfangs wurde der Antrieb noch von einem Dampfmotor geleistet, der 1953 durch einen Dieselantrieb ersetzt wurde. Zwei Dieselmotoren mit einer Leistung von 55 kW wurden im täglichen Wechsel benutzt. Seit Mai 2017 wird Föri elektrisch betrieben; die Akkus der beiden Elektromotoren werden über Nacht, wenn Föri nicht in Betrieb ist, geladen.

## Name
Der Name Föri ist ein Begriff des Turkuer Dialekts und eine Verballhornung des schwedischen („färja“) bzw. englischen („ferry“) Worts für „Fähre“. Die hochfinnische Entsprechung ist „lautta“.